# Orneo (figlio di Eretteo)
Orneo (in greco antico: Ὀρνεύς?, Ornéus) è un personaggio della mitologia greca, figlio di Eretteo e Prassitea.

## Mitologia
Fu il padre di Peteoo che lo rese nonno di Menesteo. La città di Orneae si pensa sia stata fondata in suo nome. 